# Ömhetsbevis
Ömhetsbevis (originaltitel: Terms of Endearment) är en amerikansk film från 1983 i regi av James L. Brooks och med bland andra Shirley MacLaine och Debra Winger i större roller.

## Handling
Filmen handlar om förhållandet mellan Aurora Greenway (Shirley MacLaine) och hennes dotter Emma (Debra Winger). 

## Rollista (urval)
| Shirley MacLaine  | – Aurora Greenway                           |
| Debra Winger      | – Emma Greenway Horton                      |
| Jack Nicholson    | – Garrett Breedlove (pensionerad astronaut) |
| Danny DeVito      | – Vernon Dahlart                            |
| Jeff Daniels      | – Flap Horton                               |
| John Lithgow      | – Sam Burns                                 |
| Lisa Hart Carroll | – Patsy Clark                               |

## Om filmen
Filmen är baserad på romanen med samma titel av Larry McMurtry. 1996 kom en uppföljare: Aftonstjärnan.

## Visning i Sverige
Filmen hade svensk premiär den 2 mars 1984.

## Mottagning
Filmen tilldelades fem Oscars:
- Jack Nicholson tilldelades priset för bästa manliga biroll.
- Shirley MacLaine tilldelades priset för bästa kvinnliga huvudroll.
- James L. Brooks tilldelades priserna för bästa film, bästa regi och bästa manus efter förlaga.

Filmen var nominerad i ytterligare sex kategorier. Filmen vann även fyra Golden Globe.